# Biengartner Weiherplatte
Die Biengartner Weiherplatte, NSG-00167.01 Vogelfreistätte Weihergebiet bei Mohrhof, ist eine Seenplatte mit etwa 70 künstlich angelegten Seen in der Nähe von Gremsdorf in Franken, in der Gemarkung Biengarten der Gemeinde Höchstadt an der Aisch.
Die Seen dienen hauptsächlich der Aufzucht von Karpfen. Zwischenzeitlich hat sich hier jedoch auch ein Naturreservat für Pflanzen und Tiere entwickelt, welches als Naturschutzgebiet ausgewiesen wurde. Die Bewirtschaftung erfolgt durch den Verein Teichgenossenschaft Biengarten. Die Weiherplatte gilt als eines der Vogelparadiese Frankens.
Der größte Weiher ist der Große Strichweiher mit ca. 16 Hektar Wasserfläche.
Weitere benannte Weiher sind:
- Buselweiher
- Hirtenweiher
- Kirchenweiher
- Kleiner Strichweiher
- Langenweiher
- Ochsenweiher
- Poppenwinder Weiher
- Vockweiher